# Lakh
Lakh (hindi लाख lākh, z sanskryckiego लक्ष lakṣá poprzez palijskie lakkha) – występujące w językach Indii określenie liczby 100 000. Jest to również synonim „dużej liczby”, stosowany podobnie jak słowa „tysiąc” lub „milion” w językach europejskich (np. miliony obywateli). Sto lakh składa się na koti.
W wyniku propagacji buddyzmu termin lakh trafił do Azji Wschodniej. Indyjska migracja do Afryki w czasach kolonialnych wprowadziła słowo do afrykańskiego swahili.

## Lakh w językach świata

### Języki południowoazjatyckie
- (asamski) লাখ lakh
- (beng.) লাখ lakh lub লক্ষ lokkho
- (maled.) ލައްކަ lakka
- (gudź.) લાખ lākh
- (hindi) लाख lākh
  - slang bombajski: पेटी peti
- (kannada) ಲಕ್ಷ lakṣa
- (konkani) लाख lākh lub लक्ष lakṣa
- (malajalam) ലക്ഷം lakṣhum
- (marathi) लाख lākh lub lakṣa
- (nep.) लाख lākh
- (orija): lakhya
- (paszto) لک lak
- (pendż.) ਲੱਖ lub لکھ lakh
- (sindhi) lakhu
- (syng.) laksha
- (tamil.) இலட்சம் laṭcham
- (telugu) లక్ష lakṣa
- (urdu) لاکھ lākh

### Języki wschodnioazjatyckie
- (jap.) 洛叉 rakusha
- (chiń.) 洛叉 luòchā (standardowy język mandaryński)

### Języki afrykańskie
- (suahili): laki lub lakhi